# Red Tigers
Red Tigers (Red Tigers Huddinge), traditionellt och nygammalt namn på förortslaget Huddinge Hockeys supporterklubb.
Supporterverksamhet kring denna förortsklubb som spelat 40 säsonger i näst högsta divisionen, och kvalat till den högsta divisionen 21 av dem, har funnits i olika perioder, och vid fyra tillfällen har formella supporterklubbar bildats: Huddinge IK Supporterklubb 1957/58-(okänd tidpunkt), Huddinge Hockey Supporterklubb 1981/82-82/83, Supporterklubben Red Tigers 1992/93-1995/96 och från 2006 Red Tigers Huddinge.
Huddinge IK, som spelar i rött och liksom flera av Huddinges idrottsklubbar med ursprung i gulsvarta Huddinge IF i folkmun har kallats Tigers i decennier, spelade säsongen 2005/06 i tredje högsta serien, division 1, men tog sig tillbaka till HockeyAllsvenskan under en bejublad säsong då publikintresset och en spirande klackverksamhet tog så god fart att det nu åter bildats en formell supporterklubb.
Red Tigers har etablerat mycket gott samarbete med den regionala supporterklubben för Leksands IF, Superstars Stockholm. Klubbarna samarbetade med gemensam resa till lagens möte 2007/2008 i Leksand, och möttes i innebandy inför lagens tredje möte i det årets serie, i Huddinge.